# Gratidão

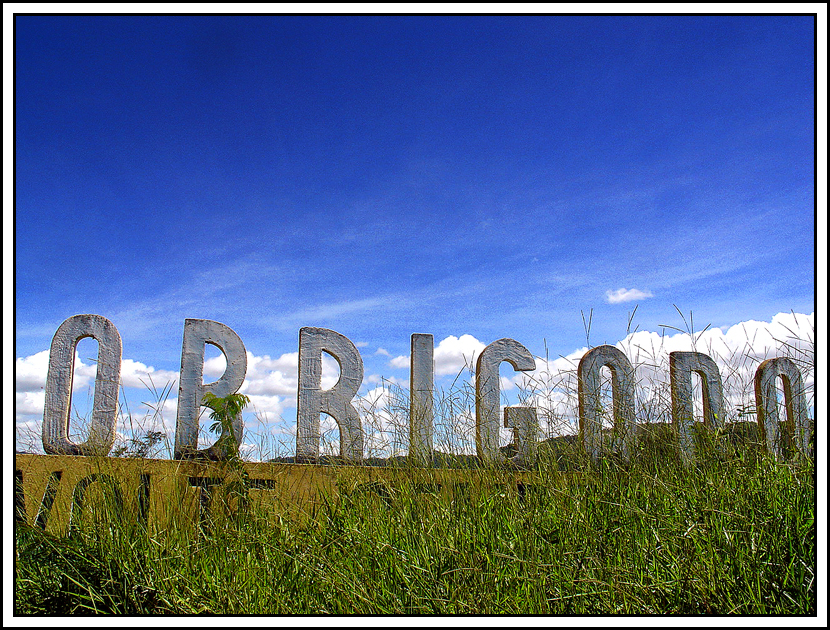
Obrigado

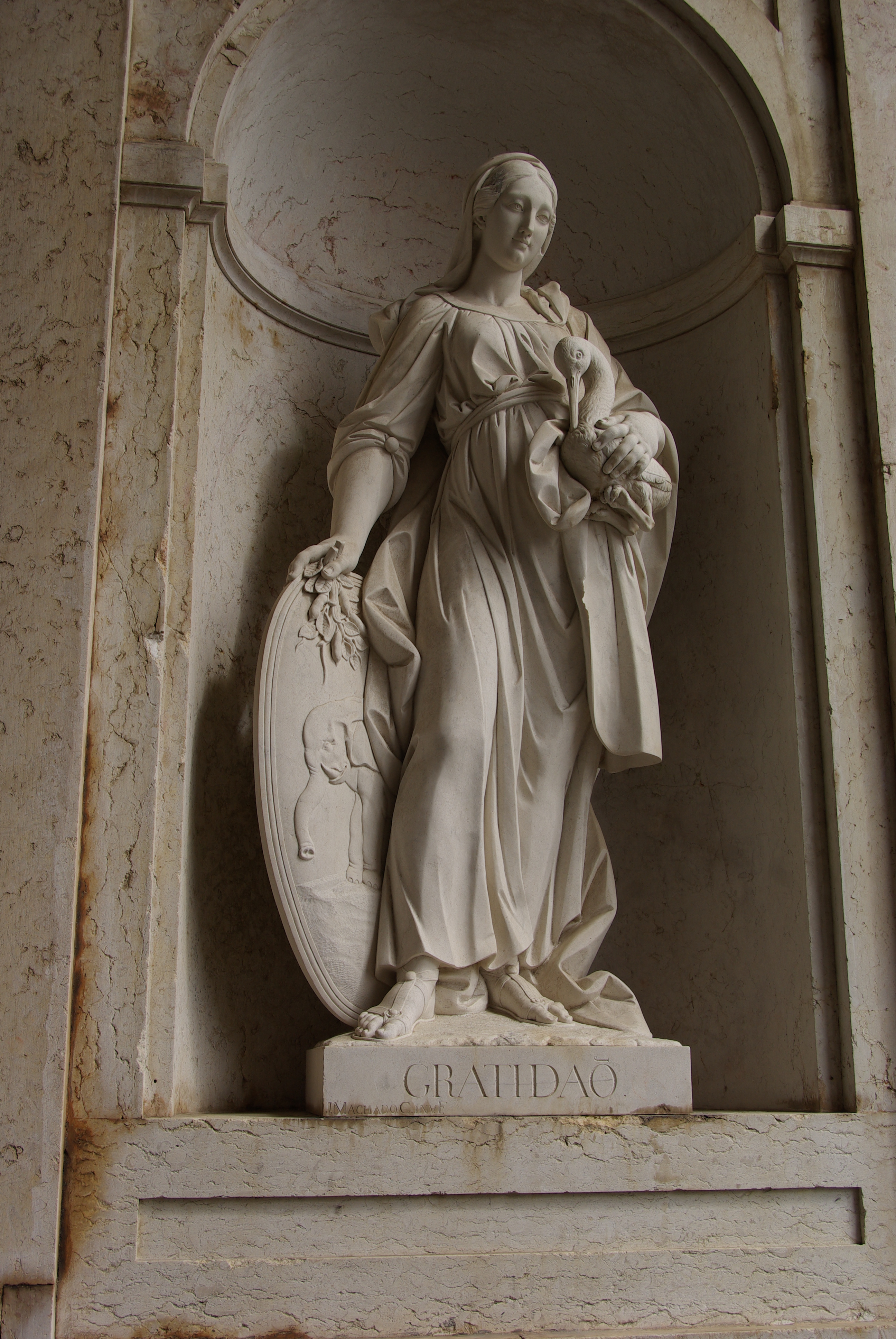
Estátua "Gratidão" no Palácio Nacional da Ajuda

Gratidão ou agradecimento é um sentimento de apreciação (ou resposta positiva similar) por um destinatário da gentileza de outra pessoa. Essa gentileza pode ser presentes, ajuda, favores ou outra forma de generosidade para outra pessoa.
A gratidão tem sido parte de várias religiões do mundo. Também tem sido um tópico de interesse para filósofos antigos, medievais e modernos.
A disciplina da psicologia tenta compreender a experiência de curto prazo da gratidão (estado de gratidão), as diferenças individuais na frequência com que a gratidão é sentida (traço de gratidão), a relação entre estas duas e os benefícios terapêuticos da gratidão.

## Abordagens filosóficas
A gratidão é um tópico de interesse nas disciplinas filosóficas da ética normativa, ética aplicada e filosofia política, bem como no campo da psicologia moral.

## Diferenças individuais na gratidão
É importante notar que fatores culturais e linguísticos desempenham um papel significativo na formação de expressões de gratidão em todo o mundo. Muitas pesquisas sobre gratidão se concentram nas diferenças individuais em gratidão e nas consequências de ser uma pessoa mais ou menos grata. Três escalas foram desenvolvidas para medir diferenças individuais em gratidão, cada uma das quais avalia concepções um tanto diferentes. O GQ6 mede diferenças individuais em quão frequentemente e intensamente as pessoas sentem gratidão. A Escala de Apreciação mede oito aspectos diferentes da gratidão: apreciação de pessoas, posses, o momento presente, rituais, sentimentos de admiração, comparações sociais, preocupações existenciais e comportamento que expressa gratidão. O GRAT avalia a gratidão para com outras pessoas, a gratidão para com o mundo em geral e a ausência de ressentimento pelo que lhe falta. Um estudo mostrou que todas essas escalas medem a mesma maneira de abordar a vida; isto sugere que as diferenças individuais na gratidão incluem todos estes componentes.

## Conclusões
A benevolência alegra constantemente os gratos; os ingratos, porém, apenas uma vez.— Sêneca
A gratidão não é apenas a maior das virtudes, mas a mãe de todas as outras.— Cícero
Vários estudos demonstraram a correlação positiva entre a gratidão e o aumento do bem-estar, não apenas para a pessoa que expressa gratidão, mas para todas as pessoas envolvidas. O movimento da psicologia positiva abraçou esses estudos e, em um esforço para aumentar o bem-estar geral, começou a incorporar exercícios mentais e emocionais para aumentar a gratidão.